# Eadwulf II de Northumbria
Eadwulf o Eadulf (m. 913) gobernó en Northumbria a comienzos del siglo X. Según una genealogía no contemporánea de Waltheof, Conde de Northampton (y Northumbria), Eadwulf era hijo de Æthelthryth, hija de Aelle, Rey de Northumbria.
Hay pocos datos acerca de la historia de Northumbria en los siglos IX y X. Las fuentes inglesas datan en general del siglo XII en adelante, aunque algunos anales Irlandeses más contemporáneos relatan eventos ocurridos en Northumbria. La evidencia Numismática —las cecas de York emitirían moneda de forma continua durante todo este periodo—son de gran importancia, aunque no en el período en el que se produjo el floruit de Eadwulf, ya que en torno a 905 y 927 aproximadamente se produjo un cambio en el estilo de acuñación. Estas monedas llevaban el nombre de la ciudad de York y la leyenda de "Dinero de San Pedro", pero no se menciona a los reyes, por lo que no hay forma de conocer la sucesión de gobernantes. 
La única cosa que podemos decir con razonable certeza es que Eadwulf murió en el año 913, en Northumbria, un suceso recordado por la crónica de Æthelweard y los Anales Irlandeses del Ulster y de Clonmacnoise. Las fuentes Irlandesas le llaman "rey de los Sajones del norte", mientras que Æthelweard dice que Eadwulf "gobernó como reeve de la ciudad que se llama Bamburgh". La Historia de Sancto Cuthberto afirma que Eadwulf había sido uno de los favoritas (dilectus) del Alfredo el Grande. Los historiadores tradicionalmente han seguido a Æthelweard y considerado a Eadwulf como gobernante únicamente del norte de Northumbria, tal vez el territorio de la antigua Bernicia, mientras que los reyes escandinavos o hiberno-nórdicos dominarían el sur, el antiguo reino de Deira, lo que viene a ser el actual Yorkshire. Algunos historiadores cuestionan ahora esta visión. Por ejemplo, Benjamin Hudson escribe que Eadwulf «podría haber gobernado sólo la parte norte de Northumbria, el antiguo Reino de Bernicia, aunque no es imposible que gobernara sobre toda Northumbria» y Clara Downham observa que la muerte de Eadwulf «es tan ampliamente reportada en el año 913, que parece difícil imaginar que su fama derivara de un reinado de tres años». Algunas interpretaciones hacen a Eadwulf gobernante en Bernicia después de Ecgberht II, es decir, desde los años 870 aproximadamente. David Rollason describe a Eadwulf como un conde que floreció aproximadamente entre 890 y 912, y gobernó un área al norte del Río Tyne hasta lo que ahora es el sur de Escocia desde el antiguo centro real northumbrio de Bamburgh. Según Benjamin Hudson, en el año 913 Eadred hijo de Rixinc invadió el territorio de Eadwulf y lo mató, se llevó a sus esposa y se fue al santuario de las tierras de San Cuthbert al sur del Río Tyne.
La Crónica Anglo-Sajona menciona a los hijos de Eadwulf, concretamente a dos: Ealdred (murió después de 927) y Uhtred (tal vez Uhtred); ambos pudieron haber gobernado en Northumbria. Otros dos hijos son atestiguados en otros lugares: Adulf (que McGuigan sugiere corresponde a 'Æthelwulf') es el 'Rey de los Sajones del Norte', cuya muerte se menciona en los Anales de Clonmacnoise en 934; otro, Oswulf, es nombrado en una genealogía reproducida en el De Northumbria post Britannos (correspondería, probablementem al 'gran reeve' Oswulf, fl. 934-954).

## Citas
1. ↑  McGuigan, pp. 24–25.
2. ↑  Hudson, p. 21
3. ↑  Downham, p. 88.
4. ↑  Rollason, p. 213.
5. ↑  Hudson, ′Ealdred (d. 933?), leader of the Northumbrians′.
6. ↑  McGuigan, p. 26.